# Parc au château de Kammer
Parc au château de Kammer est un tableau réalisé par le peintre austro-hongrois Gustav Klimt en 1909. Cette huile sur toile de format carré est un paysage qui représente des arbres se reflétant à la surface d'un plan d'eau dans le parc du château de Kammer, à Schörfling am Attersee, en Autriche. L'œuvre fait partie de la collection constituée par Estée Lauder. Elle est conservée à la Neue Galerie de New York, aux États-Unis.

Château d'eau, 1908-1909 – Galerie nationale de Prague, Prague.